# 三連休パス

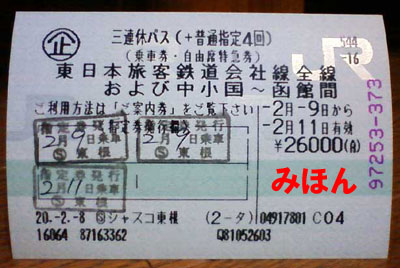
三連休パス（2007年度 本券）

三連休パス（さんれんきゅうパス）は、東日本旅客鉄道（JR東日本）が発売していた、期間指定でJR東日本全線とJR北海道線一部区間、東北地方・関東地方・静岡県の一部第三セクター線が乗り放題となる特別企画乗車券（トクトクきっぷ）である。2009年度をもって販売を終了し、2010年度から、スリーデーパスの発売が始まることになった。

## 概要

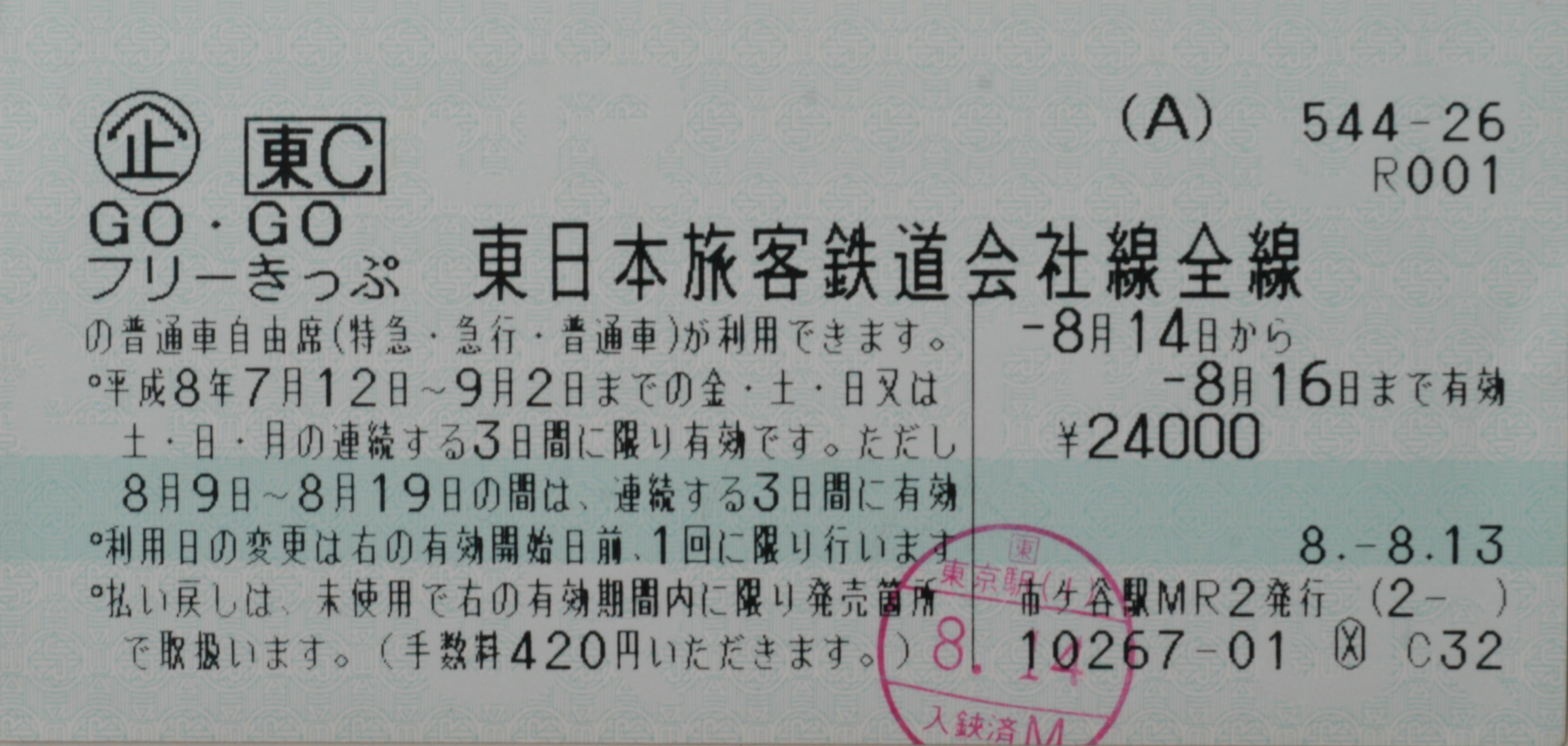
GO・GOフリーきっぷ

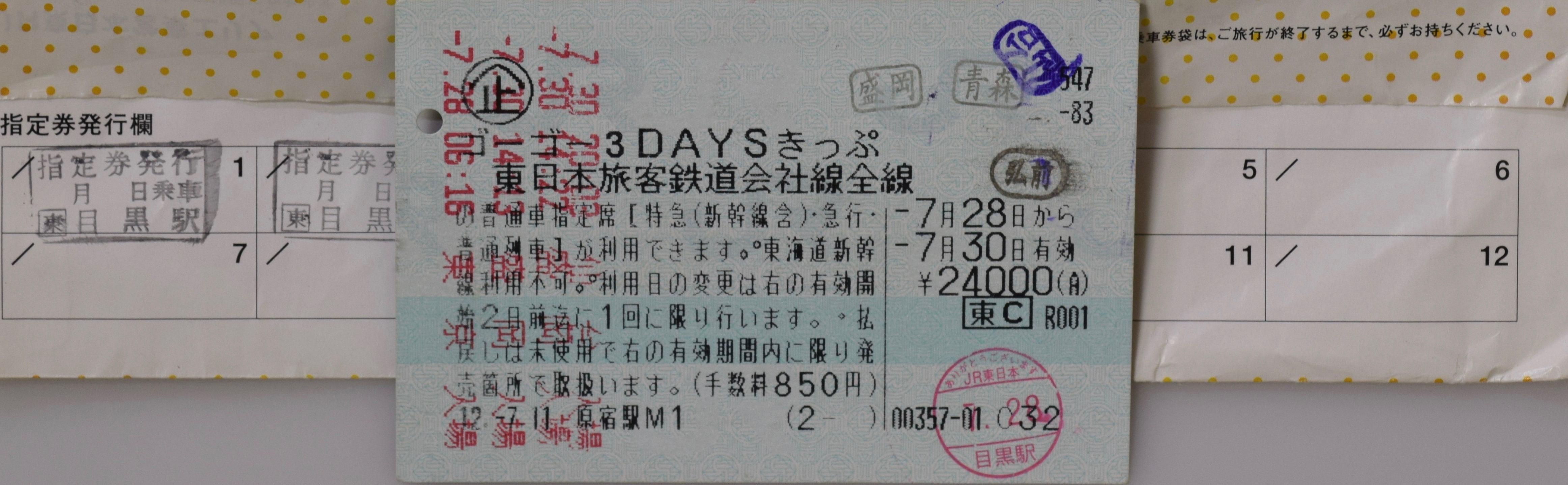
ゴーゴー3DAYSきっぷ

JR東日本は「ウィークエンドフリーきっぷ」や「親子スーパーパス」を廃止する際、それまでゴールデンウィークや休み期間中に発売していた「GO・GOフリーきっぷ」（普通車自由席利用）を普通車指定席の利用を可能にして、新たに「GOGO3DAYSフリーきっぷ」として販売を開始した。2001年に「三連休パス」に名称を変更した。2009年度をもって発売を終了し、スリーデーパスにとってかわることとなった。
一時期は金曜 - 月曜までの連続する3日間であれば金・月曜日が平日であっても使用できたが、その後元に戻り、毎年7月から次の年の3月までの次のようなケースの日に限って販売していた。
- 暦（カレンダー）の上で3連休となる日
  - 土曜・日曜・月曜の祝日（ハッピーマンデー制度に該当する日、月曜日に祝日がある、振替休日）
  - 金曜の祝日・土曜・日曜（例・2006年11月3日=文化の日・4日=土曜日・5日=日曜日）

下記も対象となることがあった。
- 木曜あるいは火曜が祝日で平日の金曜あるいは月曜をはさむ木・金・土、金・土・日あるいは土・日・月、日・月・火
  - 前者の例：2006年11月23日=勤労感謝の日・24日=平日の金曜日・25日=土曜日。この場合広告ポスター等では平日となる金曜日は「この日を休もう」と書かれていた。
  - 後者の例：2008年12月22日=平日の月曜日であったが、翌23日（火曜日）が天皇誕生日であることから、12月20日 - 22日（土・日・月）および21日 - 23日（日・月・火）にも設定された。

当初は何回でも指定券を発行することができたが、乗車予定のない列車への座席指定をするユーザーが続出したため、指定券の発行を4個列車までに制限した（但し、1度発券した指定券を当該列車の発車前に他の列車に変更する回数制限はない）。
フリーエリアも拡大する傾向にあり、2004年からIGRいわて銀河鉄道線・青い森鉄道線・津軽海峡線（JR北海道）・北越急行線が追加され（価格改定をあわせて実施）、2005年から伊豆急行線、2009年から三陸鉄道線、富士急行線もフリー区間に加わった。
指定券発行回数が4回までのため、使用者が極力全席指定席である「はやて」「こまち」の乗車時に指定券を発行する傾向にあり、「やまびこ」や在来線特急の自由席が混雑していると指摘する利用者もいる。また、登場時に比べフリー区間が広くなった分、設定金額も高くなったため、東北方面から東京往復をするだけのような行程では割高になるケースが多くなり、「三連休での利用」を促しているといえる。
2007年度以降、普通車指定席が4回利用可能な普通車用のみが発売されており、大人・中高生・小児で価格設定がされている。以前は左記に加え、グリーン車指定席が4回利用可能なグリーン車用が発売されており、価格は大人（中高生含む）が30000円、小児が9000円だった（2002年は中高生用の価格設定もあった）。
2008年度から、一部の駅の指定席券売機での購入・座席指定ができるようになった（中高生用は座席指定のみ）。それに伴い、券売機でも指定席発行回数の印字が可能なように、左下の「指定券発行欄」がスタンプ方式ではなく、発行ごとに赤い★が印字される方式に変更された。

## フリーエリア
- 東日本旅客鉄道：全線
- 北海道旅客鉄道：津軽海峡線（海峡線・江差線・函館本線）中小国駅 - 函館駅間
- 青い森鉄道線：全線
- IGRいわて銀河鉄道いわて銀河鉄道線：全線
- 北越急行ほくほく線：全線
- 伊豆急行線：全線
- 三陸鉄道：全線
- 富士急行線：全線

※東海道新幹線や上記以外の鉄道会社は利用できない。

## 利用できる列車・設備
特急（新幹線を含む）・急行・普通列車（快速を含む）の普通車自由席が乗り降り自由となる。あらかじめ指定を受けることにより、「三連休パス（＋普通指定4回）」は普通車の指定席を4回まで利用できる（「三連休パス（＋グリーン4回）」ではグリーン車も含めて指定席を4回まで利用できた）。ただし、指定席を5回以上利用する場合または事前に指定を受けずに指定席を利用した場合は、運賃のみ有効となり、別に特急料金・グリーン料金等が必要となる。
普通列車（快速を含む）のグリーン車自由席・ホームライナー・寝台車・個室・フジサン特急の展望席などを利用する場合は運賃のみ有効で、別に特別料金券が必要となる。立席特急券の発行を受けて寝台車を利用することは可能だが、この場合は指定を受けるのと同様の扱いとなり1回に数えられる。なお、「三連休パス（＋グリーン4回）」に限り、普通列車（快速を含む）のグリーン車自由席が乗り放題となっていた（この制度はグリーン車4回制限になった際に一旦廃止されたが、グリーン車用利用者からの批判が相次いだため復活していた）。
三連休パスは自動改札機に通すことができ、本券と新幹線指定券を重ねて改札機に投入することで、車内改札が省略される。
2009年7月から2010年3月までは駅レンタカーのSクラスが1日2000円、2日4000円、3日6000円で利用できた。

### はやて号とこまち号の特例
はやて号（自由席連結列車を除く）の盛岡 - 八戸間と、こまち号の盛岡 - 秋田間の立席の利用は、1回として数えない（三連休パス本券のみで利用できる）。ただし、この区間を越えて「はやて号」「こまち号」を利用する場合は、指定席発券の回数として数えられる。
回数として数えられない例
- 雫石駅 - （こまち6号立席）- 盛岡駅 - （はやて5号立席） - 二戸駅
- 新花巻駅 - （はやて95号自由席） - 二戸駅
- 新花巻駅 - （はやて95号自由席） - 盛岡駅 - （こまち1号立席） - 田沢湖駅
- 仙台駅 - （やまびこ41号自由席） - 盛岡駅 - （はやて1号立席） - 二戸駅

回数として数えられる例
- 仙台駅 - （はやて1号立席） - 二戸駅
- 仙台駅 - （はやて1号立席） - 盛岡駅 - （こまち3号立席） - 田沢湖駅

※仙台駅 - 盛岡駅間の「はやて1号」のみ回数としてカウントされる。

## 発売期間と有効期限
- 発売期間：指定された利用開始日の1か月前から前日まで。当日発売は行わない。
- 使用期間：週末とその前後（金曜日もしくは月曜日）の国民の祝日の、連続した休日3日間（金・土・日または土・日・月）。
  - 木曜日や火曜日に祝日が入る場合、平日となる金曜日や月曜日を含んだ3日間（木・金・土または日・月・火）が設定されることがある。
- 2009年度の設定期間（普通車用のみ。【】内は発売期間）
  - 2009年7月18日 - 20日【6月18日 - 7月17日】
  - 9月19日 - 21日【8月19日 - 9月18日】
  - 9月20日 - 22日【8月20日 - 9月19日】
  - 9月21日 - 23日【8月21日 - 9月20日】
  - 10月10日 - 12日【9月10日 - 10月9日】
  - 10月31日 - 11月2日【10月1日 - 10月30日】
  - 11月1日 - 3日【10月1日 - 10月31日】
  - 11月21日 - 23日【10月21日 - 11月20日】
  - 2010年1月9日 - 11日【2009年12月9日 - 2010年1月8日】
  - 2月11日 - 13日【1月11日 - 2月10日】
  - 2月12日 - 14日【1月12日 - 2月11日】
  - 3月20日 - 22日【2月20日 - 3月19日】

## 価格
- おとな 26000円
- 中高生 14000円
- こども 5000円

## 条件など
- 指定席の変更：指定列車の出発時刻まで、回数無制限で変更できる。
- 利用開始日の変更：使用開始日の前日までに1回に限って変更ができる。
- 利用開始日前か有効期間内までに未使用に限り、払い戻しができる。手数料として630円がきっぷの金額から徴収される。ただし、指定席券を発行した場合は、該当列車の出発時刻を過ぎた場合は未使用でも払い戻しできない。
- 列車の遅延や運行不能での払い戻しはできない。
- 有効期間の最終日の夜に夜行列車に乗車し有効期間が経過した場合は、途中下車しない限り、フリーエリア内を利用することが可能。ただし、日付をまたいでから新たに特急等に乗車する場合は、運賃のみ有効となり料金券等は別に必要となる。

## はやて1周年記念パス
東北新幹線八戸延伸1周年を記念して、2003年12月1日 - 25日有効の「はやて1周年記念パス」が発売された。
フリーエリアはJR東日本全線と津軽海峡線中小国 - 函館間。また、JR北海道の窓口でも発売された。